# Дрвенчно
Дрвенчно (пол. Drwęczno, нім. Wagten) — село в Польщі, у гміні Орнета Лідзбарського повіту Вармінсько-Мазурського воєводства.
Населення — 227 осіб (2011).
У 1975-1998 роках село належало до Ельблонзького воєводства.

## Демографія
Демографічна структура станом на 31 березня 2011 року:
|          | Загалом | Допрацездатний вік | Працездатний вік | Постпрацездатний вік |
| -------- | ------- | ------------------ | ---------------- | -------------------- |
| Чоловіки | 118     | 32                 | 79               | 7                    |
| Жінки    | 109     | 28                 | 66               | 15                   |
| Разом    | 227     | 60                 | 145              | 22                   |